# 宝库乡
宝库乡，是中华人民共和国青海省西宁市大通回族土族自治县下辖的一个乡镇级行政单位。

## 行政区划
宝库乡下辖以下地区：
油房庄村、巴彦村牧委会、俄博图村、寺堂村、孔家梁村、五间房村、张家滩村、纳楞沟村、哈家咀村、水草滩村和祁汉沟村。